# Vân Sơn, Triệu Sơn
Vân Sơn là một xã thuộc huyện Triệu Sơn, tỉnh Thanh Hóa, Việt Nam.
Xã Vân Sơn có diện tích 15,63 km², dân số năm 1999 là 6841 người, mật độ dân số đạt 438 người/km².